# Costa Rica en la Copa Mundial Femenina de Fútbol
La Selección femenina de fútbol de Costa Rica ha participado en dos ocasiones la cita mundialista.
Su primera participación fue la de Canadá 2015, ubicadas en el grupo E, ante España, Brasil y Corea del Sur, donde obtuvieron los empates ante España y Corea del Sur, y la derrota ante Brasil, quedando en la primera fase de grupos.

## Canadá 2015

### Fase de grupos - Grupo E
| Selección     | Pts. | PJ | PG | PE | PP | GF | GC | Dif. |
| ------------- | ---- | -- | -- | -- | -- | -- | -- | ---- |
| Brasil        | 9    | 3  | 3  | 0  | 0  | 4  | 0  | 4    |
| Corea del Sur | 4    | 3  | 1  | 1  | 1  | 4  | 5  | −1   |
| Costa Rica    | 2    | 3  | 0  | 2  | 1  | 3  | 4  | −1   |
| España        | 1    | 3  | 0  | 1  | 2  | 2  | 4  | −2   |

#### España vs Costa Rica
| 9 de junio de 2015, 16:00 | España     | 1:1 (1:1) | Costa Rica    | Estadio Olímpico de Montreal, Montreal                      |                                                             |
|                           | Losada 13' | Reporte   | Rodríguez 14' | Asistencia: 10 175 espectadores Árbitro(s): Jesica Di Iorio | Asistencia: 10 175 espectadores Árbitro(s): Jesica Di Iorio |

#### Corea del Sur vs Costa Rica
| 13 de junio de 2015, 19:00 | Corea del Sur                        | 2:2 (2:1) | Costa Rica                      | Estadio Olímpico de Montreal, Montreal                      |                                                             |
|                            | Ji Soyun 21' (pen.) · Jeon Gaeul 25' | Reporte   | 17' Herrera · 89' K. Villalobos | Asistencia: 28 623 espectadores Árbitro(s): Carina Vitulano | Asistencia: 28 623 espectadores Árbitro(s): Carina Vitulano |

#### Costa Rica vs Brasil
| 17 de junio de 2015, 20:00 | Costa Rica | 0:1 (0:0) | Brasil        | Estadio de Moncton, Moncton                              |                                                          |
|                            |            | Reporte   | 83' Fernandes | Asistencia: 9543 espectadores Árbitro(s): Efthalia Mitsi | Asistencia: 9543 espectadores Árbitro(s): Efthalia Mitsi |